# درة غازان السفلي (ألقورات)
درة غازان السفلی (بالفارسية: دره‌گزان سفلی) هي مستوطنة تقع في إيران في قسم ألقورات الريفي. يقدر عدد سكانها بـ 70 نسمة .